# Techuri
Der Techuri (georgisch ტეხური) ist ein rechter Nebenfluss des Rioni in Georgien.
Der Techuri entspringt im Egrissi-Gebirge unterhalb des 3002 m hohen Gipfels Techurischdudi. Er durchfließt die Region Mingrelien und Oberswanetien in überwiegend südsüdwestlicher Richtung. Im Mittellauf fließt er am Ort Salchino bei Martwili vorbei. Schließlich erreicht er die Kolchische Tiefebene, fließt südöstlich an der Stadt Senaki vorbei und wendet sich nach Süden. Kurz darauf trifft die Abascha von links auf den Techuri. Nach weiteren 10 km mündet der Techuri in den Rioni. 
Der Fluss hat eine Länge von 108 km. Er entwässert ein Areal von 1040 km².